# Giuseppe Antonini
Giuseppe Antonini est un jurisconsulte et historien italien, né le 14 janvier 1683 à Centola (région de Campanie, Italie), mort le 6 janvier 1765 à Giugliano in Campania.

## Biographie
Fils d’Alfonso Antonini, baron et seigneur titulaire d’une terre située dans la province de Salerne, il fit ses études à Naples, au commencement du 18e siècle, se livra particulièrement à l’étude des lois, et fut employé dans plusieurs provinces du royaume, en qualité d’auditeur et de juge fiscal, sous l’empereur Charles VI. Ce fut alors qu’il écrivit une Histoire complète de la Lucanie, imprimée ensuite à Naples. On y a aussi imprimé des lettres du même auteur, contenant des observations géographiques, adressées à Matteo Egizio, qui avait fait quelques corrections à la Géographie de Lenglet. Les réponses d’Egizio sont jointes à ces lettres. Ce fut Giuseppe Antonini qui fit présent au grand-duc de Florence, Cosme III, du manuscrit très-précieux du traité de François Philelphe De Exilio, qui s’était conservé dans l’ancienne bibliothèque de sa famille.